# Tetrapus
Tetrapus es un género de avispas de los higos de la familia Agaonidae originario de América.  Estas avispas tienen un mutualismo obligado con especies de higos a las que polinizan. Tetrapus poliniza solamente higos del subgénero de Ficus Pharmacosycea.
Tetrapus parece ser el único género de la subfamilia Tetrapusiinae y un clado basal de avispas de los higos.
Se calcula que el género tiene 87,5 millones de años de edad a juzgar por el análisis de la secuencia de nucleótidos de la citocoromo oxidasa y hay un fósil de 34,5 millones de años de la formación de Florissant (Colorado) en los Estados Unidos.

## Especies
- Tetrapus americanus Mayr, 1885
- Tetrapus antillarum Ashmead, 1900
- Tetrapus costaricanus Grandi, 1925
- Tetrapus ecuadoranus Grandi, 1934
- Tetrapus mayri Brues, 1910
- Tetrapus mexicanus Grandi, 1952